# مکسیم هرم
مکسیم هرم (انگلیسی: Maksym Hramm؛ زادهٔ ۲۷ ژانویهٔ ۱۹۹۱) بازیکن فوتبال اهل اوکراین است.